# Microtis (Orchidaceae)
Microtis là một chi thực vật có hoa trong họ Lan.